# 毛蛇藤
毛蛇藤（学名：Colubrina pubescens）为鼠李科蛇藤属下的一个种。

## 扩展阅读
- 維基物種上的相關：毛蛇藤